# Ivösjön
Der Ivösjön ist der größte und tiefste Binnensee der historischen südschwedischen Provinz Schonen. Er liegt im Nordosten Schonens, nahe der Grenze zu Blekinge. Seine Fläche beträgt 50 Quadratkilometer und an seiner tiefsten Stelle ist er 51 Meter tief. Die größte Insel des Sees ist Ivö, die zweitgrößte Enö. Darüber hinaus bestehen diverse weitere Inseln, darunter Alfären, Bjärnö, Fägö, Ingridskär, Kalvön, Killebäcksö, Korporen, Mågeskäret, Örkelsö, Slättön, Stora Danmark und Studen.
Rund um den See fanden sich mehrere Fossilien, darunter eine 85 Millionen Jahre alte Pflanze, die nördlich von Bromölla gefunden und von Lennart Nilsson fotografiert wurde. Auch ein Dinosaurier-Skelett fand sich nahe dem See. Heute lassen sich diese Fossilien im fossilmuseum begutachten.
Im Ivosjön gibt es etwa 25 bis 30 Fischarten, die von Sportfischern gefangen werden.